# Aulacospermum tianshanicum
Aulacospermum tianshanicum là một loài thực vật có hoa trong họ Hoa tán. Loài này được (Korovin) C.Norman mô tả khoa học đầu tiên năm 1938.